# Stephen Ailes

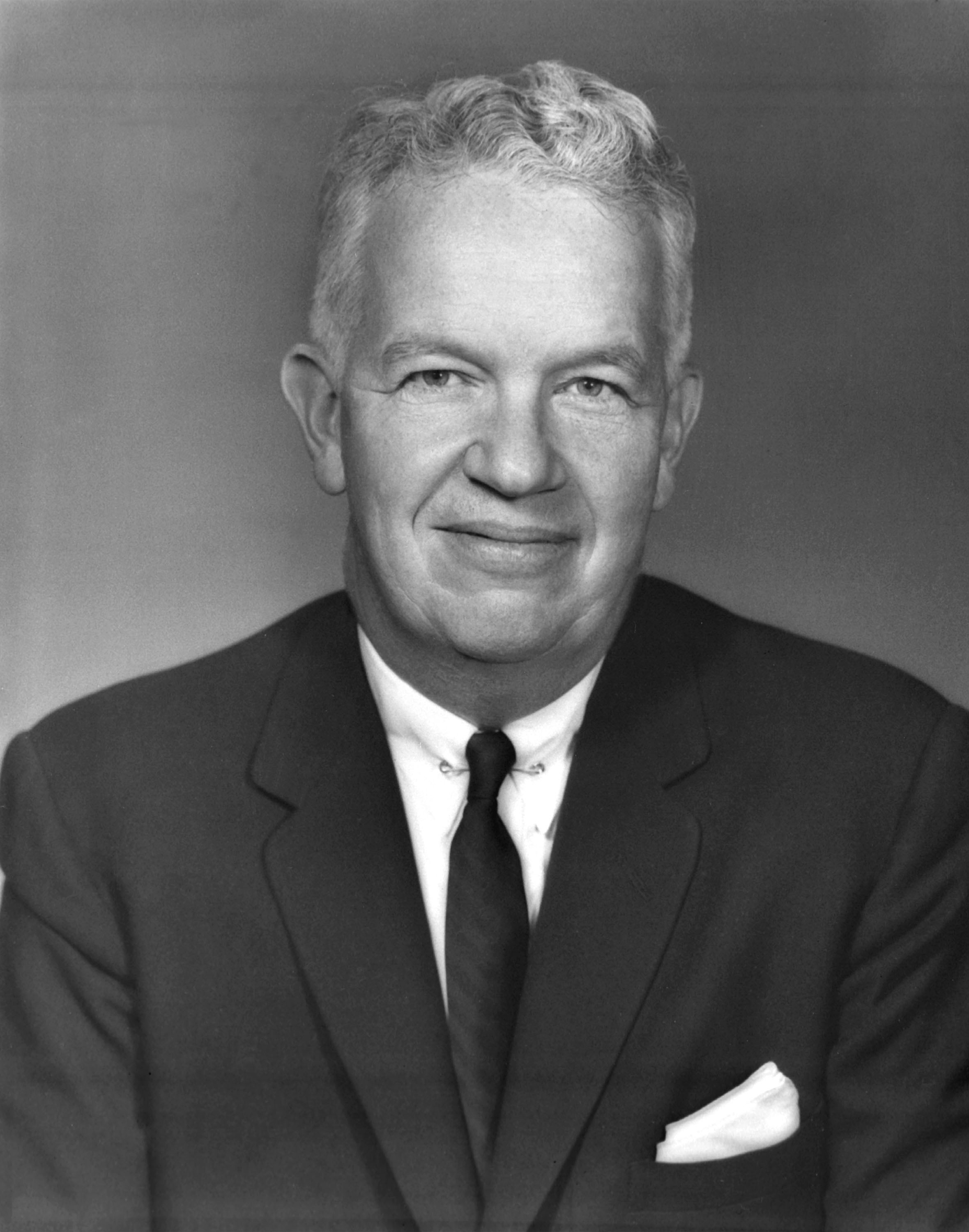
Stephen Ailes (1964)

Stephen Ailes (* 25. Mai 1912 in Romney, West Virginia; † 30. Juni 2001) war ein US-amerikanischer Jurist und Politiker. Er war Heeresminister der Vereinigten Staaten zwischen 1964 und 1965.

## Werdegang
Stephen Ailes wurde am 25. Mai 1912 in Romney, West Virginia geboren. Er besuchte 1929 die Episcopal High School in Alexandria, Virginia, wo er ein Mitglied der Phi-Kappa-Psi-Bruderschaft war. Danach promovierte er 1933 an der Princeton University und erhielt sein rechtswissenschaftliches Diplom an der West Virginia University 1936 sowie seine Zulassung als Anwalt in West Virginia. Zwischen 1937 und 1940 war er Lehrbeauftragter für Jura an der West Virginia University.
1939 heiratete Stephen Ailes Helen Wales.
Zwischen 1940 und 1942 praktizierte er als Anwalt in Martinsburg. Danach war er von 1942 bis 1946 in der Rechtsabteilung des Office of Price Administration tätig, ab 1945 war er der leitende Jurist der Behörde. 1947 war Ailes Berater bei der amerikanischen Wirtschaftsmission in Griechenland. Später entstanden daraus die Wirtschaftshilfen für die Türkei und Griechenland.
Von 1948 bis 1949 war er als Anwalt bei der Washingtoner Kanzlei Steptoe & Johnson. Ab 1951 war er Rechtsberater des Office of Price Stabilization.
Am 9. Februar 1961 wurde Stephen Ailes zum Vizeheeresminister der Vereinigten Staaten ernannt und ab dem 28. Januar 1964 bis zum 1. Juli 1965 war er Heeresminister der Vereinigten Staaten. Während seiner Amtszeit kam es zum Flaggenstreit zwischen den Vereinigten Staaten und Panama in der Panamakanalzone. Er unterstützte die Katastrophenhilfe nach dem Erdbeben 1963 in Skopje in Jugoslawien und in Anchorage in Alaska (Karfreitagsbeben 1964). Mit der Bundesrepublik Deutschland schloss er eine Vereinbarung zur Entwicklung des Kampfpanzer 70. Außerdem entsendete er Truppen in die Dominikanischen Republik um die Amerikaner zu schützen und den Bürgerkrieg zu beenden. Außerdem war er an der erstmaligen Entsendung von amerikanischen Soldaten nach Vietnam beteiligt.
Nach seiner Amtszeit kehrte er in die Privatwirtschaft zurück und war zwischen 1966 und 1970 Direktor Panama Canal Company. Danach war er von 1971 bis 1977 Präsident der Association of American Railroads.